# Донецька вулиця (Красноярськ)
Доне́цька ву́лиця (рос. Донецкая улица) — назва вулиці у російському місті Красноярську, на честь українського міста Донецька.
Вулиця розташована в правобережному Свердловському районі м. Красноярська.
Розташована в приватному секторі, іменованому «пос. Лалетіно» неподалік від річки Базаїха.